# 科戈
科戈是赤道畿內亞的城鎮，由濱海省負責管轄，位於阿卡拉永以東117公里，距離巴塔121公里，毗鄰與加蓬接壤的邊境，海拔高度115米，1994年人口4,607。